# Amphoriscus cyathiscus
Amphoriscus cyathiscus és una espècie d'esponja calcària, marina i amb espícules formades per carbonat de calci. L'esponja pertany al gènere Amphoriscus i a la família Amphoriscidae. El nom científic de l'espècie va ser publicat per primera vegada el 1870 per Ernst Haeckel.